# Nazionale maschile under 18 di pallacanestro della Guinea
La nazionale di pallacanestro guineana Under-18 è una selezione giovanile della nazionale guineana di pallacanestro, ed è rappresentata dai migliori giocatori di nazionalità guineana di età non superiore ai 18 anni.
Partecipa a tutte le manifestazioni internazionali giovanili di pallacanestro per nazioni gestite dalla FIBA.

## Partecipazioni

### FIBA AfroBasket Under-18
- 1987 -  3°
- 1994 -  3°
- 2000 -  1°
- 2006 - 5°
- 2018 - 9°

- 2020 - 4°
- 2022 - 6°

## Formazioni
FIBA AfroBasket Under-18 20204 Diallo, 5 Soufane, 6 Mara, 7 Sylla, 8 T. Keita, 9 Camara, 10 Lesbarrères, 11 O. Kaba, 12 Bamba, 13 K. Kaba, 14 Dabo, 15 M. Keita,        All. Željko Zečević
FIBA AfroBasket Under-18 20224 Diallo, 5 Thiam, 6 Savane, 7 Kaba, 8 Diack, 9 Diallo, 10 Diakite, 11 Souare, 12 Dabo, 13 Tounkara, 14 Soumpare, 15 Sanoh,        All. Željko Zečević